# Masatomo Kuba
Masatomo Kuba (japanisch 久場 政朋 Kuba Masatomo; * 21. November 1984 in der Präfektur Kanagawa) ist ein ehemaliger japanischer Fußballspieler.

## Karriere
Kuba erlernte das Fußballspielen in der Schulmannschaft der Toko Gakuen High School. Seinen ersten Vertrag unterschrieb er 2003 bei Tokyo Verdy. Der Verein spielte in der höchsten Liga des Landes, der J1 League. Am Ende der Saison 2005 stieg der Verein in die J2 League ab. Für den Verein absolvierte er 26 Ligaspiele. Ende 2006 beendete er seine Karriere als Fußballspieler.

## Erfolge
Tokyo Verdy
- Kaiserpokal

Sieger: 2004